# Lijst van attractieparken in het Verenigd Koninkrijk
Dit is een lijst van attractieparken in het Verenigd Koninkrijk.
| Attractiepark                   | Plaats          | Opening             | Graafschap        | Land          |
| ------------------------------- | --------------- | ------------------- | ----------------- | ------------- |
| Adventure Island                | Southend-on-Sea | 1918                | Essex             | Engeland      |
| Alton Towers                    | Alton           | 1980                | Staffordshire     | Engeland      |
| Barry Island Pleasure Park      | Barry           | 1929                | Vale of Glamorgan | Wales         |
| Blackgang Chine                 | Ventnor         | 1843                | Isle of Wight     | Engeland      |
| Botton's Pleasure Beach         | Skegness        | 1927                | Lincolnshire      | Engeland      |
| Brean Theme Park                | Brean           | 1970                | Somerset          | Engeland      |
| Brighton Pier                   | Brighton        | 1899                | East Sussex       | Engeland      |
| Chessington World of Adventures | Chessington     | 1931                | Surrey            | Engeland      |
| Clacton Pier                    | Clacton-on-Sea  | 1871                | Essex             | Engeland      |
| Clarence Pier                   | Portsmouth      | 1961                | Hampshire         | Engeland      |
| Codona's Amusement Park         | Aberdeen        | 1975                | Aberdeenshire     | Schotland     |
| Coney Beach Pleasure Park       | Porthcawl       | 1918                | Mid Glamorgan     | Wales         |
| Crealy                          | Exeter          | 1989                | Devon             | Engeland      |
| Curry's Fun Park                | Portrush        | 1925 (- 2019), 2022 | County Antrim     | Noord-Ierland |
| Digger Land                     | Rochester       | 2000                | Kent              | Engeland      |
| Drayton Manor                   | Drayton Bassett | 1949                | Staffordshire     | Engeland      |
| Dreamland                       | Margate         | 1920                | Kent              | Engeland      |
| Fantasy Island                  | Skegness        | 1995                | Lincolnshire      | Engeland      |
| Flamingo Land Resort            | Kirby Misperton | 1959                | North Yorkshire   | Engeland      |
| Gulliver's Milton Keynes        | Milton Keynes   | 1999                | Buckinghamshire   | Engeland      |
| Legoland Windsor                | Windsor         | 1969                | Berkshire         | Engeland      |
| Lightwater Valley               | Ripon           | 1969                | North Yorkshire   | Engeland      |
| Manning’s Family Funfair        | Mablethorpe     | 1989                | Lincolnshire      | Engeland      |
| Paultons Park                   | Romsey          | 1983                | Hampshire         | Engeland      |
| Pleasure Beach Resort           | Blackpool       | 1896                | Lancashire        | Engeland      |
| Pleasurewood Hills              | Lowestoft       | 1983                | Suffolk           | Engeland      |
| Southport Pleasureland          | Southport       | 1912                | Merseyside        | Engeland      |
| Thorpe Park                     | Chertsey        | 1979                | Surrey            | Engeland      |

## Voormalige attractieparken
| Attractiepark                     | Plaats          | Operationele jaren | Graafschap               | Land      |
| --------------------------------- | --------------- | ------------------ | ------------------------ | --------- |
| American Adventure Theme Park     | Ilkeston        | 1985 - 2006        | Derbyshire               | Engeland  |
| Camelot Theme Park                | Chorley         | 1983 - 2012        | Lancashire               | Engeland  |
| Carousel Park Adventure Island    | Bridlington     | 1989 - ±2019       | East Riding of Yorkshire | Engeland  |
| Flambards Village Theme Park      | Helston         | 1976 - 2024        | Cornwall                 | Engeland  |
| Loudoun Castle                    | Galston         | 1995 - 2011        | East Ayrshire            | Schotland |
| Oakwood Theme Park                | Pembroke        | 1987 - 2024        | Pembrokeshire            | Wales     |
| Ocean Beach                       | Rhyl            | 1954 - 2007        | Denbighshire             | Wales     |
| Pleasure Island Family Theme Park | Cleethorpes     | 1993 - 2016        | Lincolnshire             | Engeland  |
| The Kursaal                       | Southend On Sea | 1894 - 1973        | Essex                    | Engeland  |